# Lady d'Auvrecy
Lady d'Auvrecy (2 juin 1999 - 23 novembre 2024) est une jument de course alezan, née en France.

## Carrière
Issue de l'élevage de Lambert Hue, elle est entraînée par Franck Harel et drivée par Franck Harel, Sébastien Baude ou Sébastien Ernault. Elle fait partie des meilleures juments de trot de sa génération, et devient la première jument à remporter la Coupe du Monde de Trot en 2006.
Lady d'Auvrecy meurt dans la nuit du 22 au 23 novembre 2024 à l'âge de 25 ans.

## Palmarès
Monde
- Coupe du Monde de Trot 2006

 France
- Critérium des 5 ans (Gr.1, 2004)
- Prix de Bretagne (Gr.2, 2005)
- Prix Kerjacques (Gr.2, 2005)
- Prix d'Été (Gr.2, 2006)
- Prix de New York (Gr.2, 2006)
- Prix Chambon P (Gr.2, 2006)
- 2e Prix de Washington (Gr.2, 2006)
- 2e Grand Prix du Conseil Général des Alpes Maritimes (Gr.2, 2006)
- 2e Prix des Ducs de Normandie (Gr.2, 2006)
- 2e Prix de l'Union européenne  (Gr.2, 2005)
- 2e Prix de Buenos Aires  (Gr.2, 2004)
- 3e Prix René Ballière (Gr.1, 2006, 2007)
- 3e Prix d'Europe (Gr.2, 2005, 2006)
- 3e Prix de la Marne (Gr.2, 2005)
- 3e Prix du Bois de Vincennes (Gr.2, 2006)
- 3e Prix de l'Union européenne  (Gr.2, 2006)
- 3e Grand Prix du Conseil Général des Alpes Maritimes (Gr.2, 2007)

 Belgique
- Grand Prix de Wallonie (Gr.1, 2007)

 Russie
- Finale de la Coupe du Monde de trot (Gr.1, 2006)

## Origines
| Origines de Lady d'Auvrecy | Origines de Lady d'Auvrecy | Origines de Lady d'Auvrecy | Origines de Lady d'Auvrecy |
| -------------------------- | -------------------------- | -------------------------- | -------------------------- |
| Père Dorenzo               | Niflosac                   | Kerjacques                 | Quinio                     |
| Père Dorenzo               | Niflosac                   | Kerjacques                 | Arlette III                |
| Père Dorenzo               | Niflosac                   | Champenoise                | Pacha Grandchamp           |
| Père Dorenzo               | Niflosac                   | Champenoise                | Qalabcheh                  |
| Père Dorenzo               | Made                       | Florestan                  | Star's Pride               |
| Père Dorenzo               | Made                       | Florestan                  | Roquépine                  |
| Père Dorenzo               | Made                       | Azalée II                  | Nystag                     |
| Père Dorenzo               | Made                       | Azalée II                  | Nouvelle                   |
| Mère Everilda              | Haut de Bellouet           | Ura                        | Carioca II                 |
| Mère Everilda              | Haut de Bellouet           | Ura                        | Gelinotte                  |
| Mère Everilda              | Haut de Bellouet           | Tira de Bellouet           | Jussieu                    |
| Mère Everilda              | Haut de Bellouet           | Tira de Bellouet           | Lola de Bellouet           |
| Mère Everilda              | Quinte                     | Fondon                     | Quasipyl                   |
| Mère Everilda              | Quinte                     | Fondon                     | Ralène                     |
| Mère Everilda              | Quinte                     | Sonatine                   | Hector VI                  |
| Mère Everilda              | Quinte                     | Sonatine                   | La Chandeleur              |